# Ludovic Turpin
Ludovic Turpin (Laval, Francia, 22 de marzo de 1975) es un ciclista francés.
Debutó como profesional en la temporada 2000 en las filas del equipo francés del Ag2r Prévoyance y tras 10 años de permanecer en el equipo en 2011 fichó por el Saur-Sojasun. En 2012 se recalificó como amateur en el equipo Union Sportive Cycliste de Goyave de Guadalupe.
En su palmarés se destaca una victoria de etapa en el Critérium du Dauphiné Libéré en 2006.

## Palmarés
2003
- 1 etapa de la Ruta del Sur
- 1 etapa del Tour de l'Ain

2004
- 1 etapa del Circuito de la Sarthe

2005
- Gran Premio de la Villa de Rennes

2006
- 1 etapa del Critérium du Dauphiné Libéré

2007
- 1 etapa del Circuito de Lorena

2009
- 1 etapa del Tour de l'Ain

2012
- Tour de Guadalupe, más 3 etapas

2013
- 2 etapas del Tour de Guadalupe

2017
- 1 etapa de la Vuelta Independencia Nacional

## Resultados en Grandes Vueltas y Campeonatos del Mundo
| Carrera         | Carrera         | 2000 | 2001 | 2002 | 2003 | 2004 | 2005 | 2006 | 2007 | 2008 | 2009 | 2010 | 2011 |
| --------------- | --------------- | ---- | ---- | ---- | ---- | ---- | ---- | ---- | ---- | ---- | ---- | ---- | ---- |
|                 | Giro de Italia  | —    | —    | —    | —    | —    | —    | —    | —    | —    | —    | 67.º | —    |
|                 | Tour de Francia | —    | 78.º | 71.º | 91.º | —    | 96.º | —    | 44.º | —    | —    | —    | —    |
|                 | Vuelta a España | —    | —    | —    | —    | —    | —    | —    | 20.º | —    | 64.º | 23.º | —    |
| Mundial en Ruta | Mundial en Ruta | —    | 87.º | —    | —    | —    | —    | —    | 41.º | —    | —    | —    | —    |

—: no participa

Ab.: abandono

## Equipos
- Ag2r (2000-2010)
  - Ag2r Prévoyance (2000-2007)
  - Ag2r La Mondiale (2007-2010)
- Saur-Sojasun (2011)